# Établissements et fortifications de Nouvelle-Néerlande

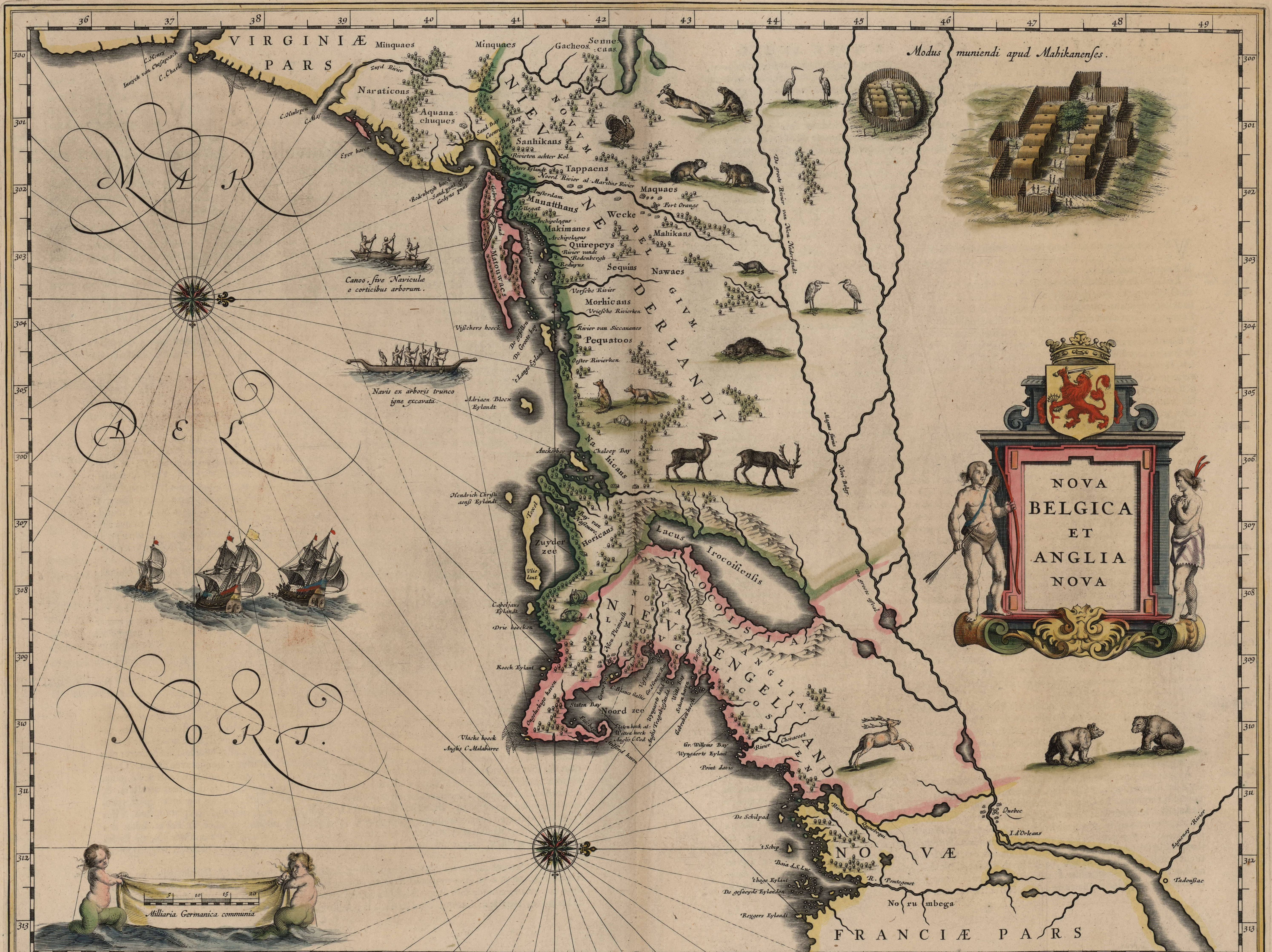
(c1635) Nova Belgica et Anglia Nova

Les établissements et fortifications de la Nouvelle-Néerlande (Nieuw-Nederland) désignent l'ensemble des villes et fortifications de cette colonie des Provinces-Unies du XVIIe siècle établie sur la côte Est de l'Amérique du Nord. Les territoires réclamés étaient ceux de la péninsule de Delmarva jusqu'au sud du cap Cod. Les régions ou les établissements qui en firent partie font aujourd'hui partie des États Mid-Atlantic de New York, du New Jersey, du Delaware, du Connecticut, et de Pennsylvanie. Sa capitale, la Nouvelle-Amsterdam, se trouvait à la pointe sud de l'île de Manhattan dans l'Upper New York Bay.
Explorée dès 1609 par Henry Hudson, qui menait une expédition pour la Compagnie néerlandaise des Indes orientales, la région fut plus tard examinée et reçut une charte, et en 1614 elle reçut son nom. Les Néerlandais nommaient les trois principaux fleuves de la province la Zuid Rivier (ou fleuve sud), la Noort Rivier (ou fleuve nord) Another story of its origin has it that the rivers connected to New York Harbor are named the "North" River and "East" River based on what direction of travel they permit., et la Versche Rivier (ou fleuve frais, et tentaient de les utiliser pour atteindre l'intérieur, les populations indigènes, et pour le commerce de la fourrure.
Les lois internationales reconnaissaient les réclamations territoriales d'un État non seulement par la découverte et l'exploration mais aussi et surtout par l'établissement de colonies. La colonisation à grande échelle fut rejetée au profit du modèle ayant fait ses preuves en Asie, c'est-à-dire l'ouverture de comptoirs composés de militaires et de petites communautés. En dépit de la guerre de Quatre-Vingts Ans en Europe, cette période devint connue comme le Siècle d'or néerlandais, et il était difficile de recruter des personnes acceptant de quitter la croissance économique et l'effervescence culturelle de l'Europe. La mauvaise gestion et l'insuffisance des financements de la Compagnie néerlandaise des Indes orientales, et les malentendus accompagnés de conflits armés avec la population indigène gêna les premiers établissements. La libéralisation des échanges, un certain degré d'autorégulation, et la perte de la Nouvelle-Hollande conduisit à une croissance exponentielle lors des années 1650.

## Forts etFactorijen
Durant la première décennies, le premier des deux Forts Nassau fut construit en territoire Mohican/Mohawks (sur une île en face du futur Fort Orange) par la Compagnie de Nouvelle-Néerlande.
Au début, les factorijen (comptoir avec une petite présence militaire et soutenue par une petite communauté) furent établis afin d'entamer le commerce avec les Algonquins et les Iroquois. Parmi les endroits ou des factorijen furent fondés se trouvent Schenectady, Schoharie, Esopus, Rodenbergh, Communipaw, Ninigret, Totoket, et Manhattan. Le trappeur Jan Rodrigues est considéré comme le premier non-amérindien connu à avoir passé l'hiver sur l'île de Manhattan en 1611. Quetenesse (1636), aujourd'hui Dutch Island
Les premiers colons accostèrent à Noten Eylant en 1624. Les noms de Fort Nassau et Fort Orange furent utilisés au XVIIe siècle à plusieurs reprises par les Néerlandais en honneur de la Maison d'Orange-Nassau.
- Fort Nassau (1614), sur l'île de Castle Island
- Fort Orange (1624), sur la rive gauche du fleuve Nord
- Fort Amsterdam (1625), sur la pointe sud de l'île Manhattan
- Fort Wilhelmus (1625), dans la région du fleuve Sud[N 3]

- Fort Nassau (1623), sur la rive est du fleuve Sud, démantelé en 1651 et reconstruit en aval, sur la rive ouest, devenant Fort Casimir puis ultérieurement la Nouvelle-Amstel
- Fort Huis de Goed Hoop (1633), sur la rivière Park près du fleuve Frais
- Fort Beversreede (1651), sur la rivière Schuylkill, tributaire du fleuve Sud
- Fort Altena (1655), nouvelle dénomination du Fort Christina arraché aux Suédois en 1655.

### Patroonats
En 1629, la compagnie introduisit le modèle de « Droits et Exemptions », plus connu sous le nom de « patroonat » (patroonship en anglais). Les membres actifs qui étaient prêt à remplir certaines conditions, y compris le transport et l'installation d'au moins 50 personnes, recevraient les titres de vastes propriétés foncières et des droits seigneuriaux, semblables à ceux des seigneurs féodaux. De nombreuses tentatives ont été faites, mais la seule ayant eu un succès véritable est celle de Rensselaerswijck. Pavonia, en face de la Nouvelle-Amsterdam, revint à la Compagnie néerlandaise des Indes occidentales et devint une société gérée par la compagnie. En 1640 la politique de la compagnie fut changée et elle autorisa l'acquisition de terres par les particuliers aisés.

### Laceinture néerlandaise
Après le dernier transfert de pouvoir aux Anglais (avec le traité de Westminster) les colons de Nouvelle-Néerlande et leurs descendants se dispersèrent dans la région et établirent plusieurs des villages et villes qui existent aujourd'hui. L'Église réformée néerlandaise joua un rôle important dans cette expansion. Suivant le cours de l'Hudson au nord et jusqu'au fleuve Raritan au sud, la population et les établissements s'agrandirent le long de ce que George Washington appelait la « Dutch Belt ».

## Établissements

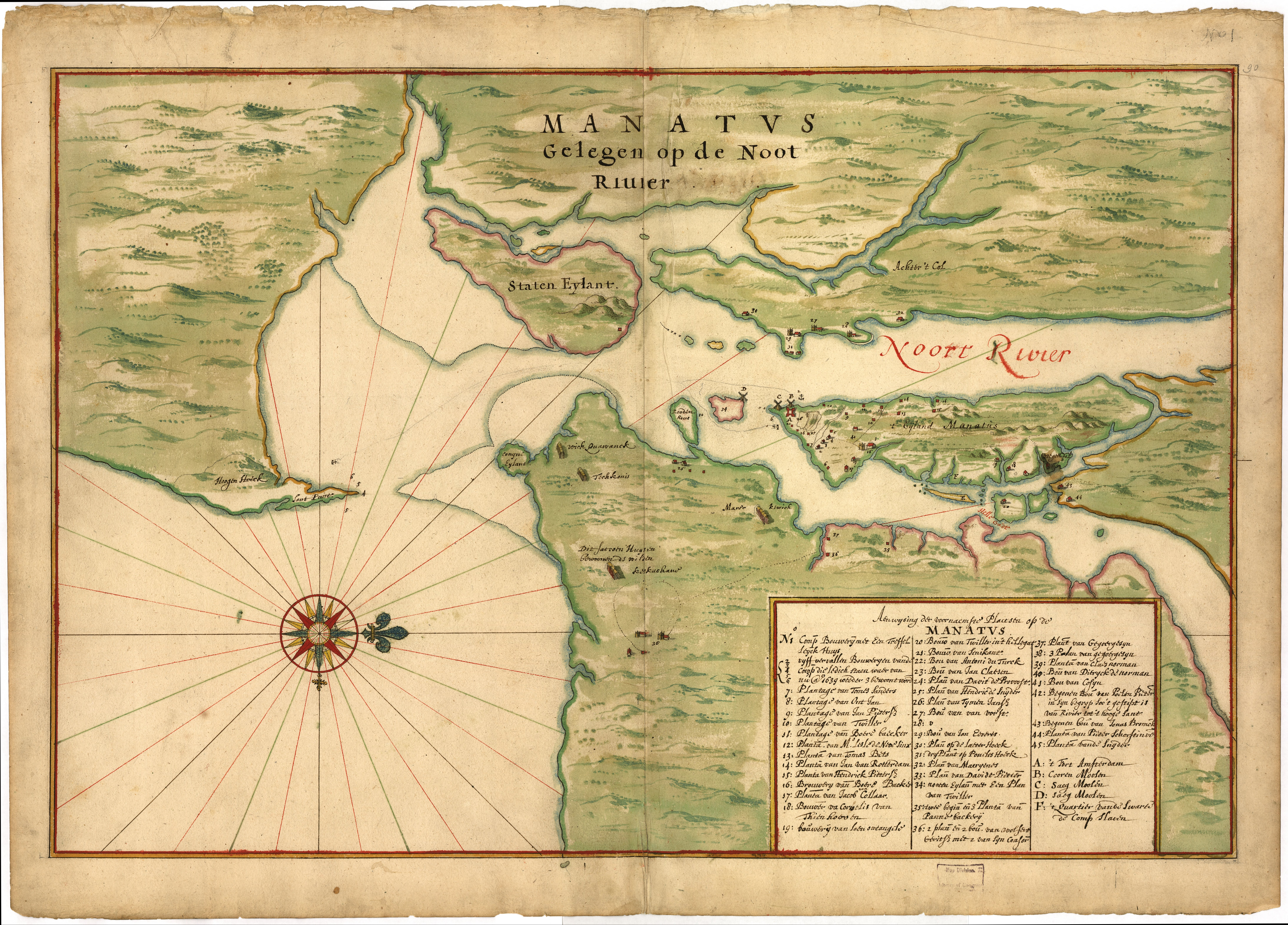
(c1639) Manhattan situé sur l'Hudson.

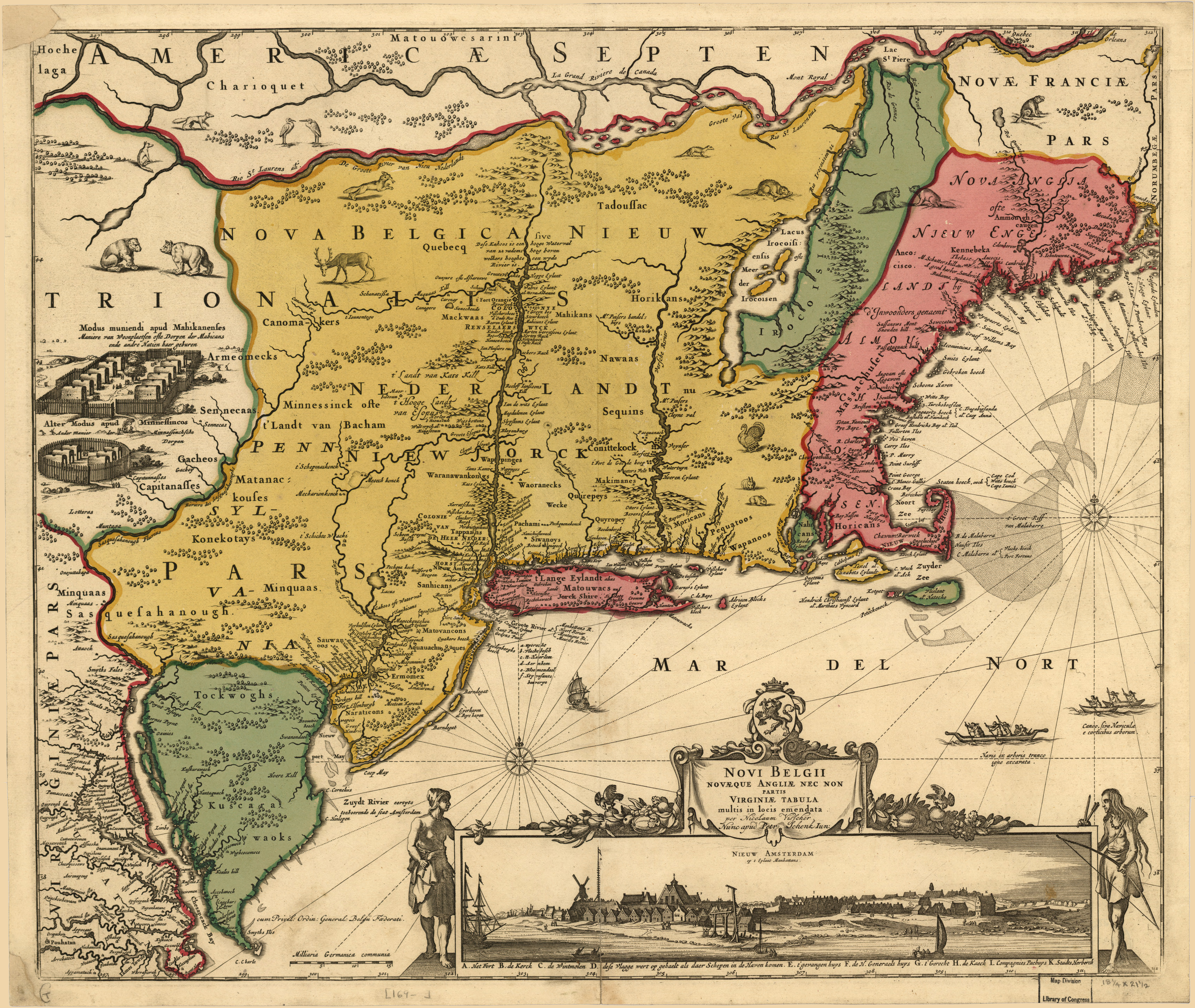
(c1650)(1685 ré-impression) Nouvelle-Néerlande.

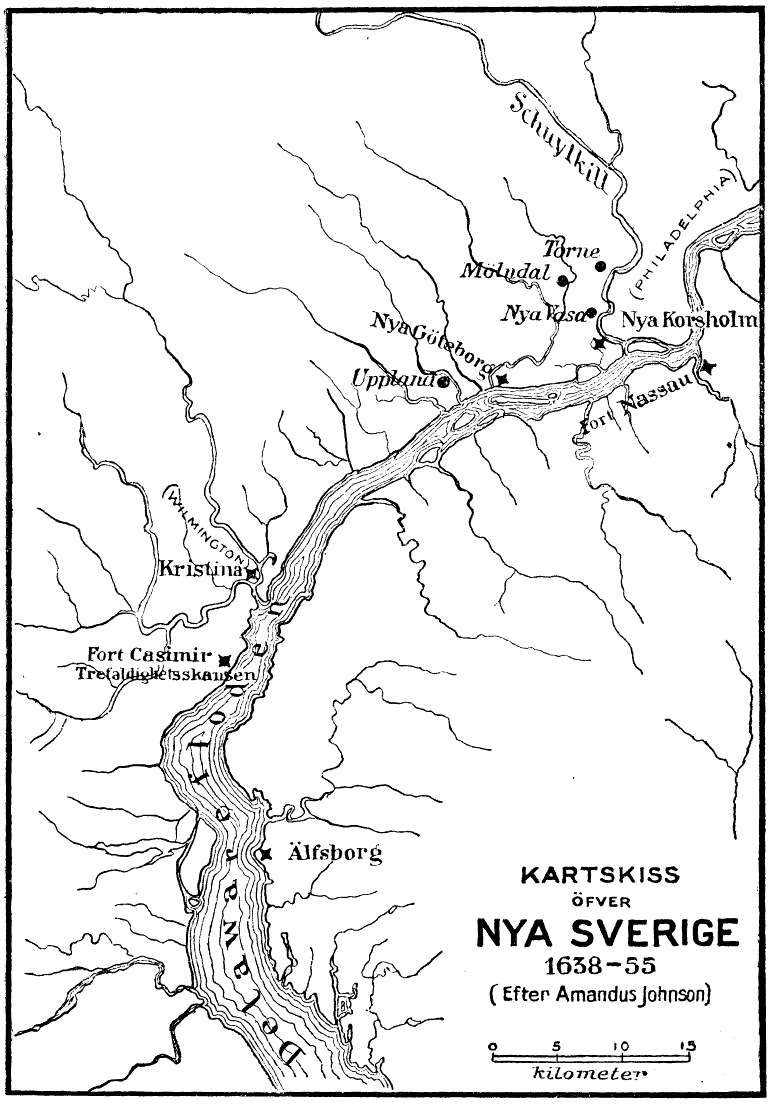
(c.1650) Fleuve Sud.

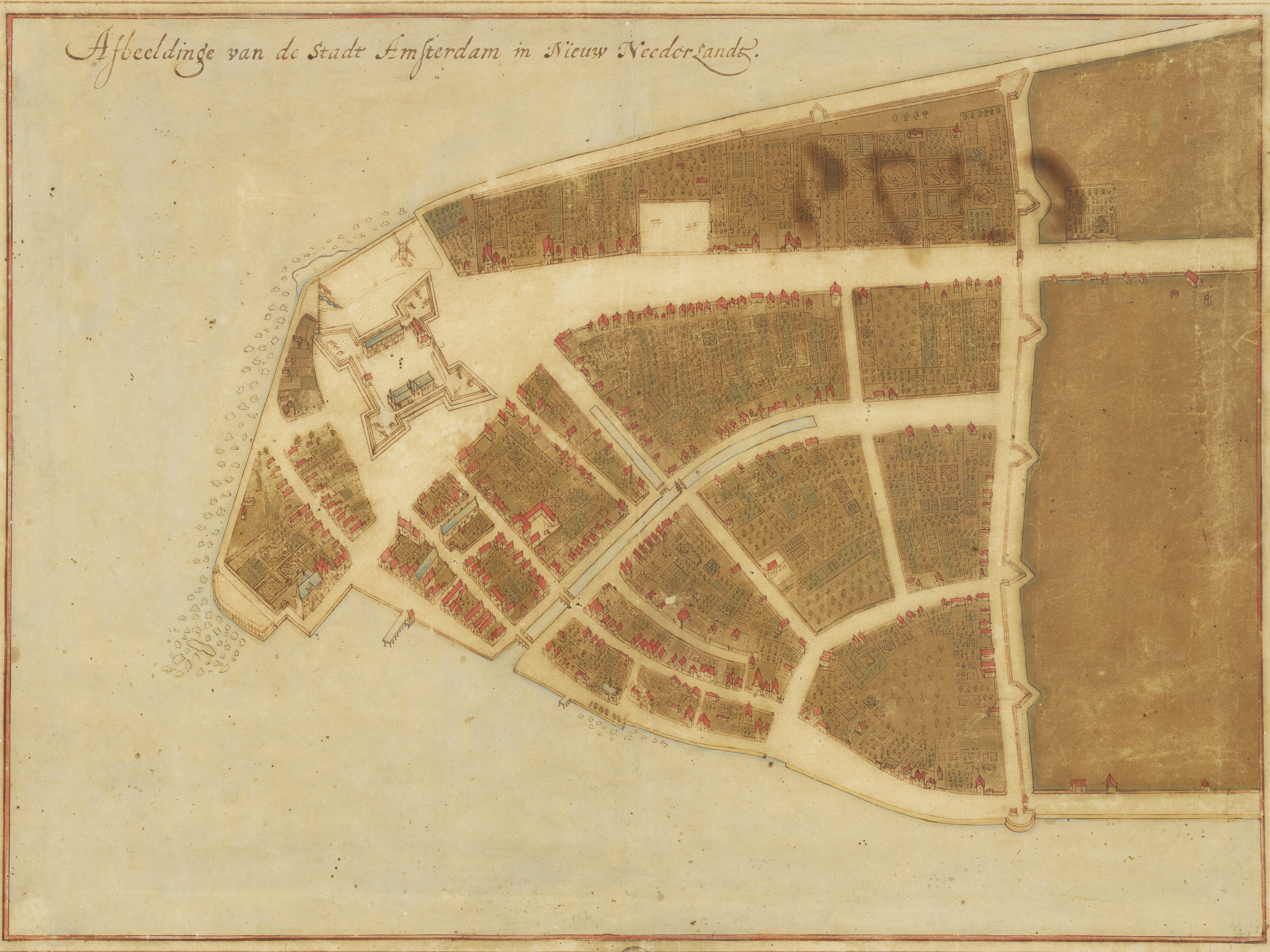
(1660) La Nouvelle-Amsterdam.

### Fleuve nord
À l'embouchure de l'Hudson se développait le port, aujourd'hui nommé, The Manhattans. La capitale de la province, la Nouvelle-Amsterdam, reçue sa charte municipale en 1652. Des hameaux se développèrent dans sa périphérie, incluant sur Staaten Eylandt (Pavonia et Nieuw-Dorp), et les villages de Breuckelen, Gravesend, et Nieuw Amersfoort sur l'île de Lange Eyland (Long Island).
La même année une charte municipale fut accordée à Beverwijck qui, d'un comptoir, était devenue un village dynamique au cœur de Rensselaerswijck.

#### Amont du fleuve Nord
- Rensselaerswyck (1630), un patroonat de Kiliaen van Rensselaer sur le fleuve Nord, correspondant aujourd'hui au Capital District
- Beverwijck (années 1640) un village bâtit par les tenants de Rensselaerswyck autour du Fort Orange, et qui reçut une charte municipale en 1652[6]. Il fut construit près de Fort Orange (1624) qui remplaçait alors Fort Nassau.
- Peekskill (probablement au début des années 1640, officialisé en 1684)
- Esope (1652), renommée Wiltwijck (1657), aujourd'hui Kingston[7]
- Poughkeepsie (années 1650)
- Schenectady, (1661)[5]
- Claverack (1662), aujourd'hui Hudson
- Rotterdam (1670), autrefois Woestina[5]

#### Aval du fleuve Nord

##### Noten Eyland
En 1621, les États généraux, le gouvernement des Provinces-Unies, attribua à la Compagnie néerlandaise des Indes occidentales un monopole commercial pour la région, et en 1624 la Nouvelle-Néerlande devint une province des Provinces-Unies. Initialement, le fleuve Sud fut choisi comme premier site comme centre administratif de la colonie car son climat était considéré comme plus propice, toutefois l'humidité estivale, les moustiques et les glaces de l'hiver communs à l'estuaire de la Zuidrivier firent du fleuve Nord un endroit plus propice à cet objectif. Un certain nombre de bateaux transportèrent des colons au Nouveau Monde en 1624, d'abord à Noten Eyland, d'où on projeta la construction sur la pointe Sud de l'île de Manhattan du Fort Amsterdam, autour duquel la colonie allait se développer plus tard. Les premiers arrivants furent dispersés en quatre points : Noten Eyland, plus en amont à Fort Orange, au sud au Fort Wilhelmus et sur les berges du fleuve Frais. Parmi ceux-ci se trouvaient quelques dizaines de familles d'engagés wallons et quelques esclaves africains appartenant à la compagnie.
- Noten Eylant (1624) sur le delta du Fleuve Nord, maintenant la Governors Island. Les colons furent relocalisés au pied des remparts du Fort Amsterdam en 1625 ou 1626 par les agents de la Compagnie.

##### Région de Manhattan
- Nouvelle-Amsterdam (1624-26), à la pointe sud de l'île de Manhattan, l'érection du Fort Amsterdam par la WIC engendra le déménagement des colons établis sur l'île aux Noix (Noten Eyland, maintenant Governor's Island) sur des terres plus vastes.
- Noortwijk (1630s), aujourd'hui Greenwich Village.
- Nieuwe Haarlem (1637) reçu sa charte municipale en 1652.
- De Bouwerij (1649)

##### Région de Lange Eyland (Brooklyn-Queens-Nassau)
- Boswijck (1661), aujourd'hui Bushwick
- Breuckelen (1646), aujourd'hui Brooklyn Heights
- Gravesend (1645) colonisé par des Anglais acceptant l'autorité néerlandaise
- Midwout (1652)[8], aujourd'hui Midwood
- Nieuw Amersfoort (1647), aujourd'hui Flatlands
- Nieuw Utrecht (1652), ou New Utrecht
- Vlissingen (1645) composé d'une majorité de colons anglais sous domination néerlandaise, aujourd'hui Flushing
- Maspat (1642), par une charte accordée au révérend Francis Doughty[9], aujourd'hui Maspeth[10]
- Rustdorp (1656), aujourd'hui Jamaica
- Hemsteede (1643)[11]
- Oester Baai (1653), à la limite de 1650 entre la Nouvelle-Angleterre et la Nouvelle-Néerlande, aujourd'hui Oyster Bay

##### Région deBergen-Staten Eyland
- Pavonia (1630) sur le fleuve Nord[12] un essai de patroonship de Michael Pauw, aujourd'hui comté de Hudson.
- Communipaw (1634), aujourd'hui Liberty State Park[13]
- Paulus Hoeck (1639)
- Staaten Eylandt (1639), une tentative de patroonat de Cornelius Meyln[14]
- Vriessendael (1640), un patroonat, aujourd'hui Edgewater
- Hoboken (1643)
- Achter Col (1641), une tentative de patroonship sur l'Hackensack
- Constable Hook (1646)
- Minkacque (1647), aujourd'hui Caven Point
- Weehawken (1647)
- Pamrapo (1654) aujourd'hui Bayonne[15]
- Bergen (1660), aujourd'hui comté de Hudson
- Oude-Dorp (1661), aujourd'hui Old Town sur Staten Island[16].
- Nieuw Dorp (1671), aujourd'hui New Dorp

##### Région du fleuveEst
- Colen Donck (1646), patroonat du Jonkheer Adriaen van der Donck, aujourd'hui Yonkers.
- Broncks (1639)[17], aujourd'hui The Bronx - Pelham (1637).
- Rye (1660)[18]
- Greenwich (1642), une seigneurie anglaise sous juridiction néerlandaise
- Vriedelandt (1642), aujourd'hui Throg's Neck[12]
- Eastchester (1643)

### Région du fleuve Frais
Le fort Huis de Goed Hoop, sur le fleuve Frais fut terminé en 1633. Peu après, et quelques kilomètres en amont, une ville fut créée par les colons anglais de la colonie du Massachusetts qui, en 1639, forma la Plantations du fleuve Connecticott. La Colonie de New Haven suivit rapidement. En 1650, Pieter Stuyvesant tenta de contenir les incursions anglaises plus poussées dans la région, dans le traité de Hartford (en), en établissant une frontière à 50 miles à l'ouest du fleuve. Cela n'a que peu ou pas arrêté le flux de Nouveaux anglais s'établissant à Long Island et les terres environnantes.
Parmi les établissements de la région se trouvent notamment :
- Mystic
- Roduins ou Rodenbergh (peut-être vers les années 1620)[20].
- Windsor
- Kievets Hoek (années 1620), aujourd'hui Old Saybrook
- Southold
- Southampton
- East Hampton

### Région du fleuve Sud
Zwaanendael, une autre seigneurie, était le site du premier établissement colonial néerlandais situé aux abords de la Zuyd Rivier, près de la localité actuelle de Lewes. Dès 1631, elle fut l'objet de raids amérindiens et l'établissement fut détruit par les Andastes. En 1638, le delta du fleuve fut colonisé par des Finlandais sous l'impulsion de la couronne suédoise. La Nouvelle-Suède, alors non reconnue par les Néerlandais, fut annexée à la Nouvelle-Néerlande en 1655, quand Fort Christina capitula face aux troupes de la Compagnie néerlandaise des Indes occidentales.
La ville d'Amsterdam fit le pari de fonder sa propre seigneurie et se vit céder la région par la WIC en 1656. La Nouvelle-Amstel devint ainsi le centre administratif de la région jusqu'en 1664, année de la conquête anglaise. En 1663, Pieter Corneliszoon Plockhoy tenta de créer un établissement «utopique» sur des bases religieuses, mais l'entreprise connut rapidement sa fin avec la vente en Virginie des colons néerlandais en tant qu'esclaves par l'envahisseur anglais.
Parmi les établissements de la région se trouvent notamment :
- Zwaanendael, (1631), sur le fleuve Sud, fut pillé peu après par la population locale[23], aujourd'hui Lewes
- La Nouvelle-Amstel (1655), maintenant New Castle

### Congrégations réformées pré-1776 (sélection)

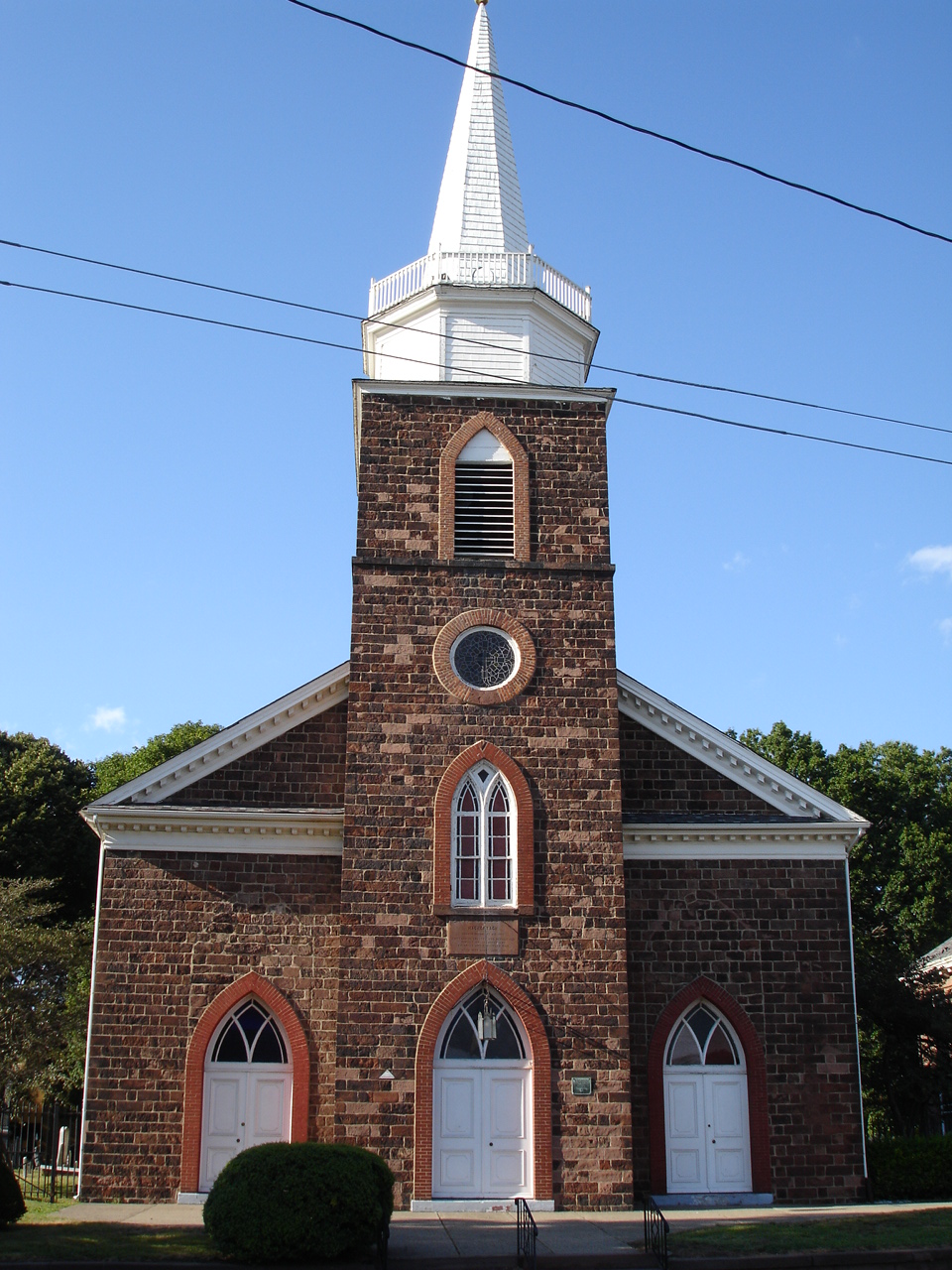
Hackensack.

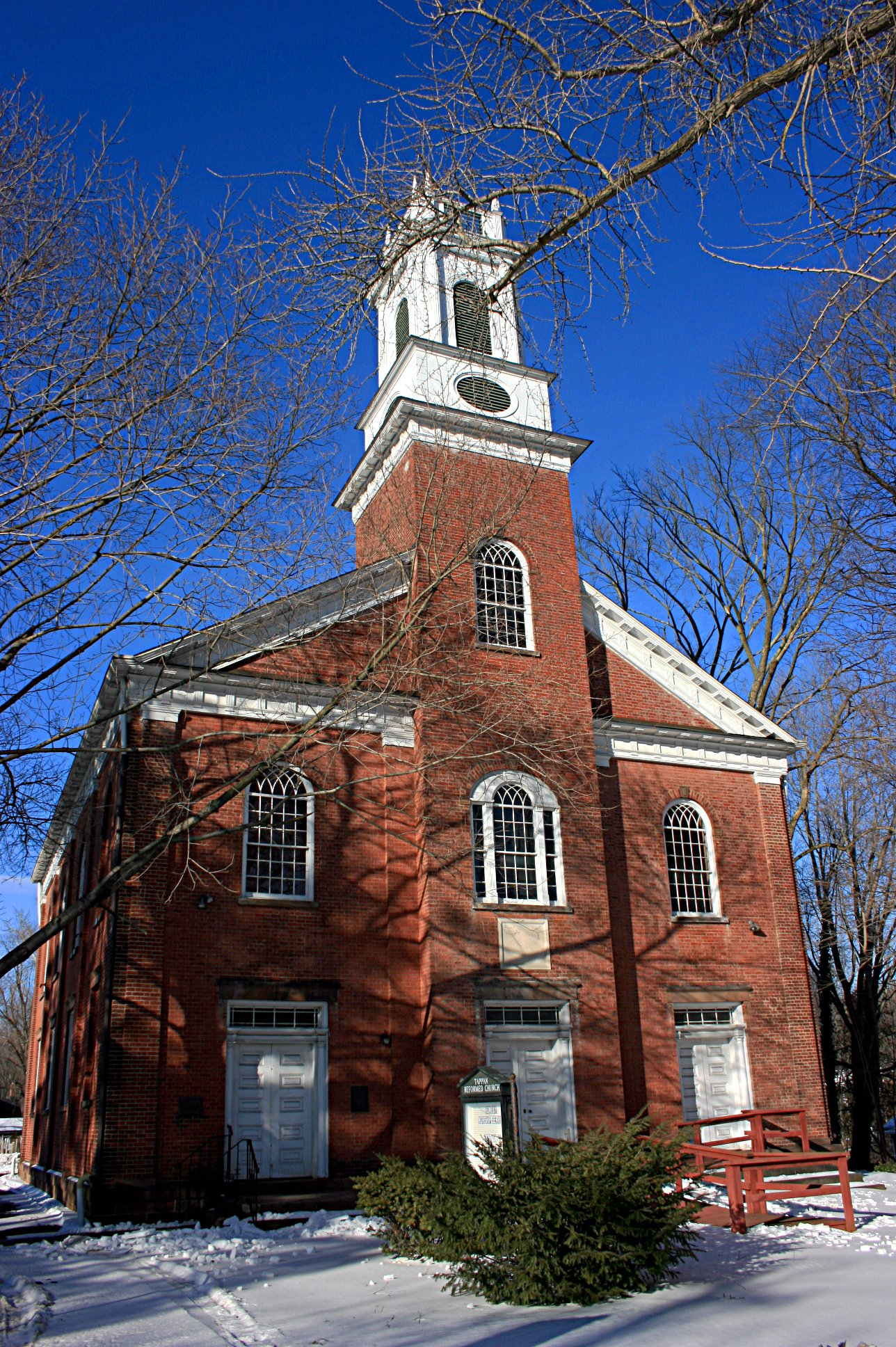
Tappan.

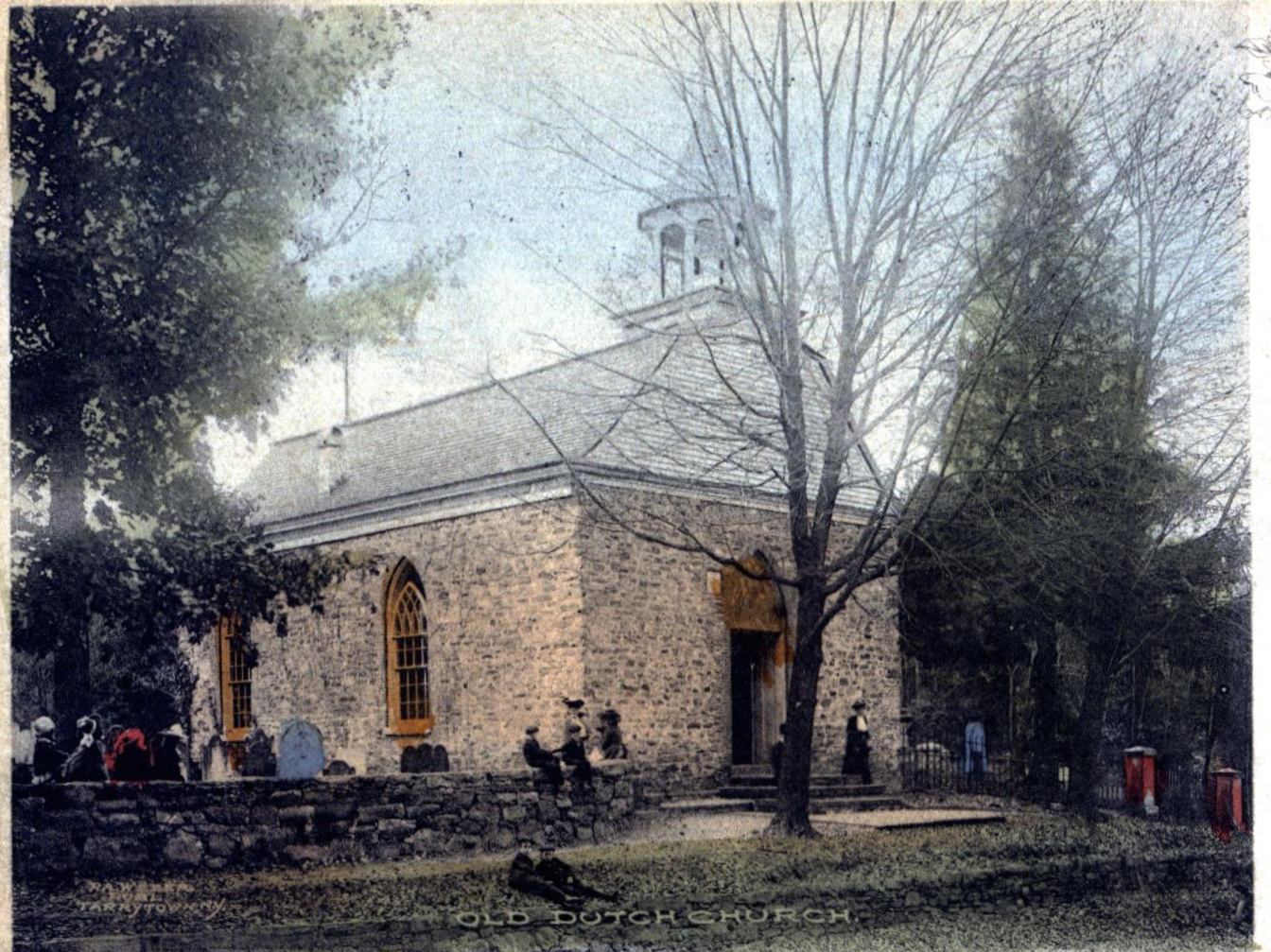
Tarrytown.

- 1683 - New Paltz[24] (Huguenot)
- 1696 - Hackensack[25]
- 1693 - Acquackanonk[26] à Passaic
- 1694 - Tappan[27]
- 1697 - Sleepy Hollow
- 1699 - Brick à Marlboro[28]
- 1700 - Second River[29] à Belleville
- 1703 - Six Mile Run[30]
- 1710 - Ponds[31] à Oakland
- 1716 - Claverack
- 1716 - Fishkill[32]
- 1716 - Poughkeepsie[32]
- 1717 - New Brunswick[33]
- 1717 - Schaghticoke[34]
- 1720 - Fairfield
- 1723 - Herkimer[35] (Palatins allemands)
- 1724 - Schraalenburgh aujourd'hui Dumont
- 1725 - Paramus[36]
- 1725 - Stone Arabia à Palatine (Palatins allemands)
- 1727 - Harlingen[37]
- 1731 - Rhinebeck[38]
- 1736 - Pompton Plains[39]
- 1740 - Ramapo à Mahwah
- 1750 - Canajoharie[40]
- 1750 - Clarkstown[41]
- 1755 - Totowa[26],[42] dans Paterson
- 1756 - Schodack
- 1756 - Montivlle[43]
- 1758 - Caughnawaga aujourd'hui Fonda[44]
- 1758 - New Hackensack[45] à Wappingers Falls
- 1758 - Bedminster[46]
- 1763 - Betlehem
- 1765 - Ghent
- 1770 - Ridgefield[47] dans l’English Neighborhood[48]
- 1774 - Kakiat aujourd'hui West New Hempstead[49]
- 1776 - Hillsdale[50]